# Jacek Śniegocki
Jacek Śniegocki ps. Czek (ur. 15 września 1928 w Łomży, zm. 21 listopada 2018 w Bydgoszczy) – polski lekarz, doktor medycyny w zakresie chirurgii i onkologii, wieloletni dyrektor bydgoskich szpitali, m.in. Szpitala im. dr. A. Jurasza, inicjator budowy i pierwszy dyrektor Centrum Onkologii w Bydgoszczy (1986-1991), powstaniec warszawski, harcerz, żeglarz.

## Życiorys
Syn Stefana i Jadwigi z d. Zielińskiej. W okresie II wojny światowej wstąpił do 9. kompanii dywersyjnej Szarych Szeregów na warszawskim Żoliborzu. W czasie powstania warszawskiego walczył w składzie 229 plutonu Zgrupowania „Żniwiarz” II Obwodu „Żywiciel” (Żoliborz) Warszawskiego Okręgu Armii Krajowej. 15 września 1944 został ranny. Po upadku powstania miasto opuścił wraz z ludnością cywilną.
Dyplom lekarski uzyskał w 1952 roku, po czym rozpoczął pracę w Szpitalu Ogólnym nr 1 w Bydgoszczy. W 1963 uczestniczył w powstaniu pierwszego w województwie oddziału onkologicznego przy Szpitalu im. Jurasza, zbudowanego dzięki Fundacji Sue Ryder z gotowych elementów dostarczonych z Wielkiej Brytanii. W tym samym czasie w suterenie szpitala powstał oddział rentgenoterapii, a dwa piętra wyżej chirurgia onkologiczna, której był ordynatorem. W latach 70. udało mu się sprowadzić do Bydgoszczy bombę kobaltową i aparat do brachyterapii, dzięki czemu nastąpił postęp w leczeniu nowotworów sutka, krtani i narządów rodnych.
Na początku lat 80. był inicjatorem budowy Regionalnego Centrum Onkologii w Bydgoszczy, a w l. 1986-1991 jego pierwszym dyrektorem.
Pochowany na cmentarzu na bydgoskich Bielawach w dniu 24 listopada 2018.
Za zasługi dla rozwoju onkologii dr Śniegocki został odznaczony m.in. Krzyżem Zasługi i Krzyżem Kawalerskim Orderu Odrodzenia Polski (1994), a także, za udział w powstaniu warszawskim, Krzyżem Armii Krajowej.
17 maja 2021 rondu u zbiegu ulic Romanowskiej i Matki Teresy z Kalkuty w Bydgoszczy nadano nazwę dr. Jacka Śniegockiego.